# Giuseppe Persiani

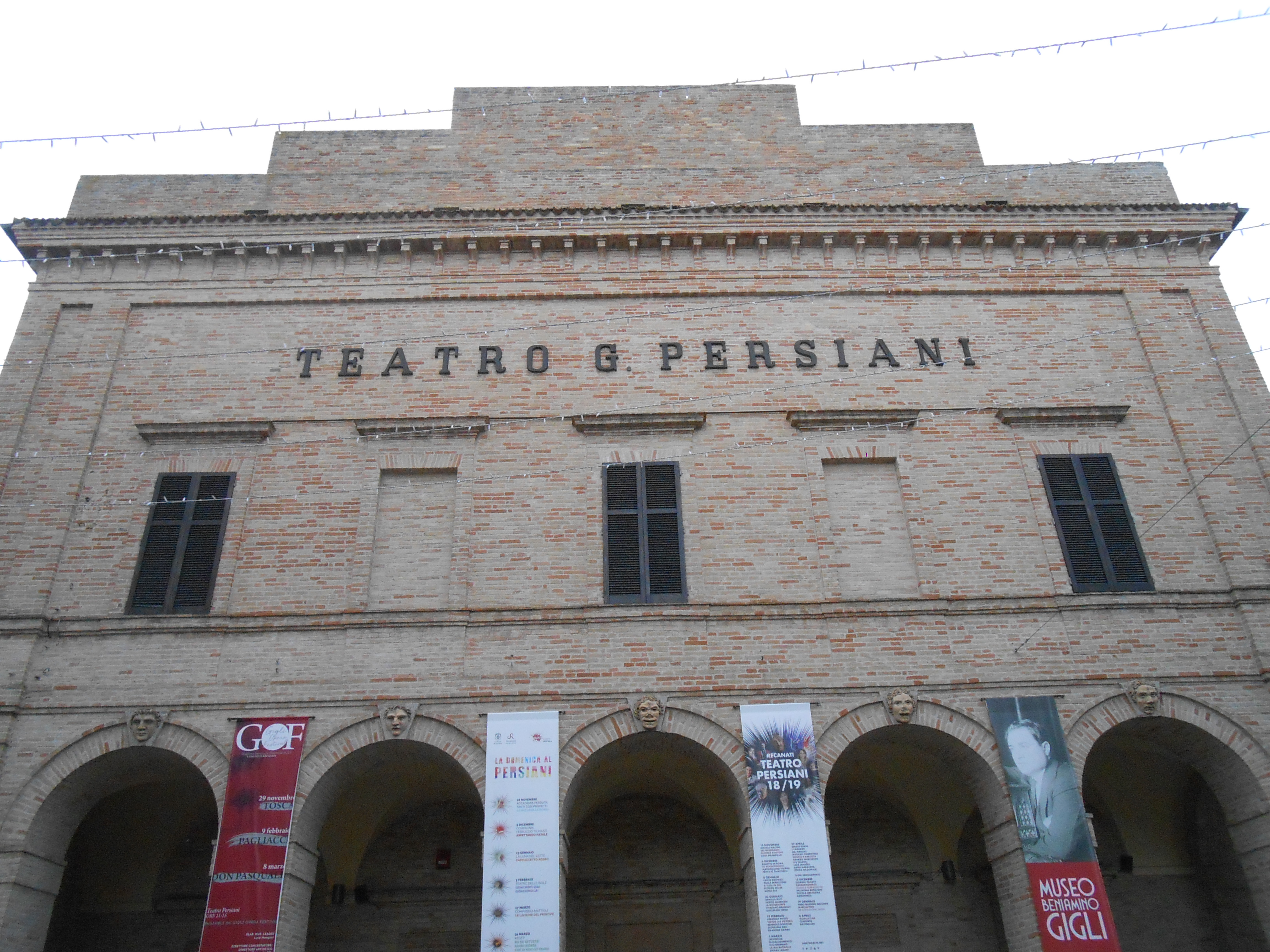
Il teatro di Recanati a lui dedicato

Giuseppe Persiani (Recanati, 11 settembre 1799 – Parigi, 13 agosto 1869) è stato un compositore italiano.

## Biografia

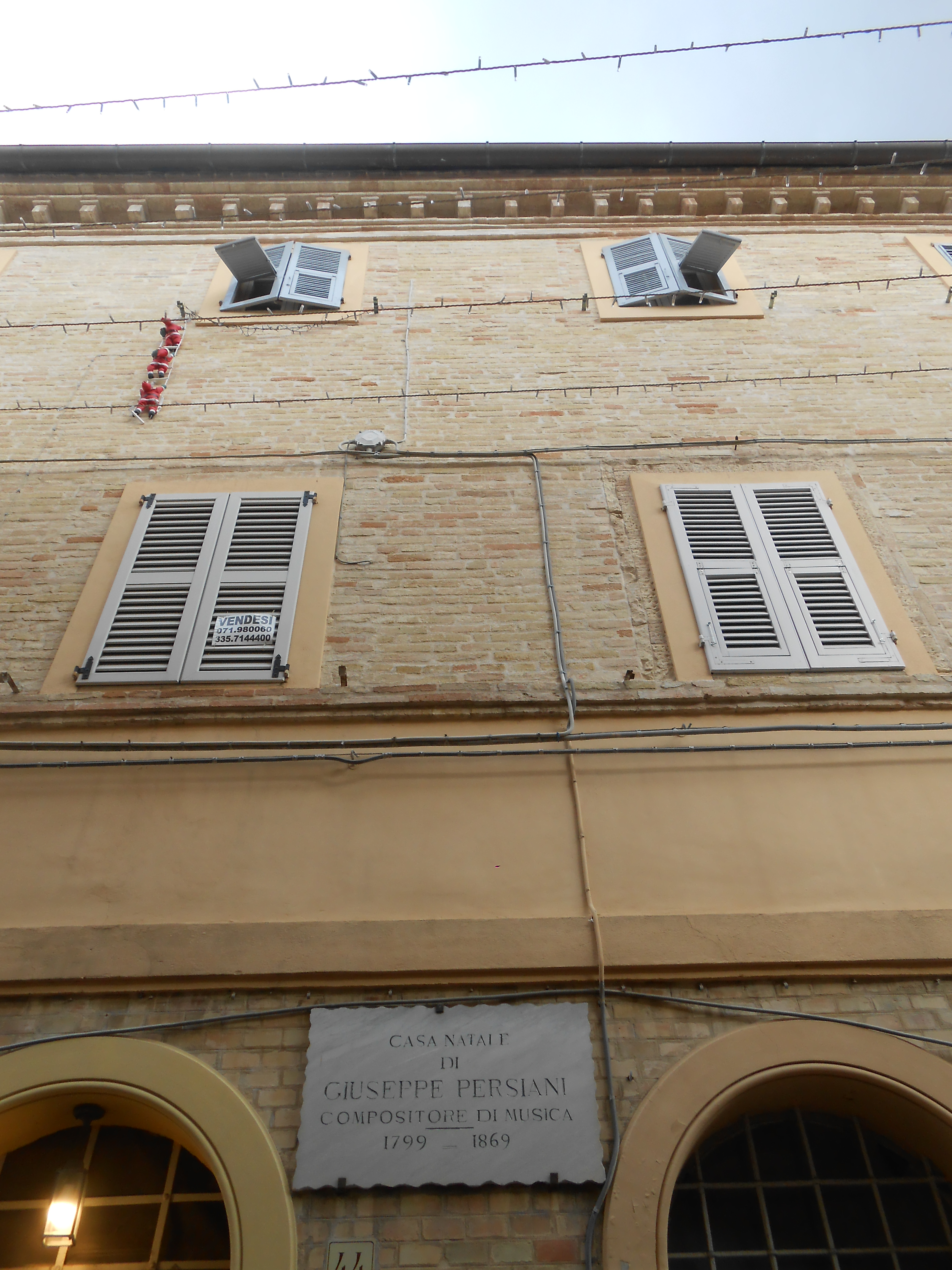
La casa natale a Recanati

Giuseppe Persiani proveniva da una famiglia di musicisti marchigiani. Tanto lui quanto le sue due sorelle vennero avviati allo studio della musica fin dall'infanzia dal padre Tommaso Persiani, musicista e maestro di musica, morto a Monte Santo (Potenza Picena) il 27 giugno 1814. Iniziò la sua carriera dirigendo l'orchestra del teatro della sua città, Recanati (che dal 1898 porta il suo nome). Nel 1819, lasciò Recanati per recarsi prima a Tolentino, poi a Roma dove fu assunto come violinista dal direttore dell'orchestra del teatro Valle, M. Pelliccia. Fu lo stesso Pelliccia che nel gennaio del 1820, resosi conto delle sue capacità, lo spinse a recarsi a Napoli, indiscussa capitale della musica, per permettergli di completare la sua preparazione.
Nel 1823 si trasferì a Cerignola dove accettò un posto come insegnante di musica, dovendo mantenere le sorelle. Questo spiega perché in questo periodo rifiutò l'invito fattogli da Gioachino Rossini, che aveva conosciuto nella sua permanenza napoletana, di recarsi con lui a Vienna. A Cerignola lavorò poi come autore di musica sacra. Si trasferì poi di nuovo a Roma, poi a Firenze dove conobbe Alessandro Lanari, impresario del teatro La Pergola, per il quale scrisse la sua prima opera: Piglia il mondo come viene. Questo melodramma buffo, in due atti, andò in scena la sera del 24 gennaio 1826, dopo L'ajo nell'imbarazzo di Gaetano Donizetti ottenendo un buon successo, tanto che in seguito Persiani continuò a scrivere per la Pergola.
In Toscana conobbe inoltre il celebre soprano Fanny Tacchinardi, che sposò nel 1829. La consacrazione come operista gli venne con Danao re d'Argo, scritto dal librettista Felice Romani.  Nel 1835 Persiani scrisse la sua opera più importante: Ines de Castro, su libretto scritto da Salvadore Cammarano, con Maria Malibran nei panni della protagonista nel successo della prima assoluta al Teatro San Carlo di Napoli. Nel 1837, i coniugi Persiani si trasferirono definitivamente a Parigi.

## Composizioni

### Opere liriche
- Piglia il mondo come viene (1826)
- L'inimico generoso (1826)
- Attila in Aquileia (1827)
- Danao re d'Argo (1827)

Libretto del Gastone di Foix - teatro La Fenice 1828 - Collezione del maestro Francesco Paolo Frontini

- Gastone di Foix, melodramma serio in 2 atti, libretto di Felice Romani (1827) con Carolina Bassi e Nicola Tacchinardi al Teatro La Fenice di Venezia
- Il solitario, opera seria in 2 atti, libretto di Callisto Bassi con Giovanni Battista Rubini al Teatro alla Scala di Milano (1829)
- Efemio di Messina, ovvero La distruzione di Catania (1829)
- Costantino in Arles, dramma per musica in 3 atti, libretto di Paolo Pola con Giuditta Grisi al Teatro La Fenice (1829)
- Ines de Castro, tragedia lirica in 3 atti, libretto di Salvatore Cammarano (1835 al Teatro San Carlo di Napoli con Maria Malibran e Gilbert Duprez)
- Il fantasma (1843)
- L'orfana Savoiarda (1846)
- Antonio Foscarini (mai rappresentata)
- Il sarto declamatore (mai rappresentata)

### Oratori
- Abigaille